# Callanish
Callanish (in gaelico scozzese: Calanais) è un paesino situato sulla parte occidentale dell'isola di Lewis e Harris, nell'arcipelago delle Ebridi esterne, in Scozia.

## Geografia
A Callanish si trova uno dei più affascinanti monumenti megalitici ritrovati in Scozia: è composto da un cerchio principale di 13 pietre con al centro una pietra che le sovrasta. Negli immediati dintorni vi sono numerosi altri cerchi di pietre, ai quali gli studiosi si riferiscono usando la numerazione progressiva: il sito principale è infatti chiamato Callanish I.

## Gestione
I Callanish Stones sono gestiti dall'agenzia esecutiva del Governo scozzese Historic Scotland. C'è un centro visitatori gestito da Urras Nan Tursachan (The Standing Stones Trust).

## Descrizione
Il circolo dei Callanish Stones è costituito da un cerchio di pietre di tredici elementi con un monolito vicino alla metà. Cinque file di pietre erette si collegano a questo circolo. Due lunghi filari di pietre quasi parallele tra loro dal cerchio a nord-est formano una sorta di viale. In aggiunta, ci sono file di pietre più brevi a ovest-sud-ovest, sud ed est-nord-est. Le pietre sono tutte dello stesso tipo di roccia, cioè la beola Lewisian locale. All'interno del cerchio di pietre c'è una camera tombale posta ad est del monolito centrale.

## Galleria d'immagini

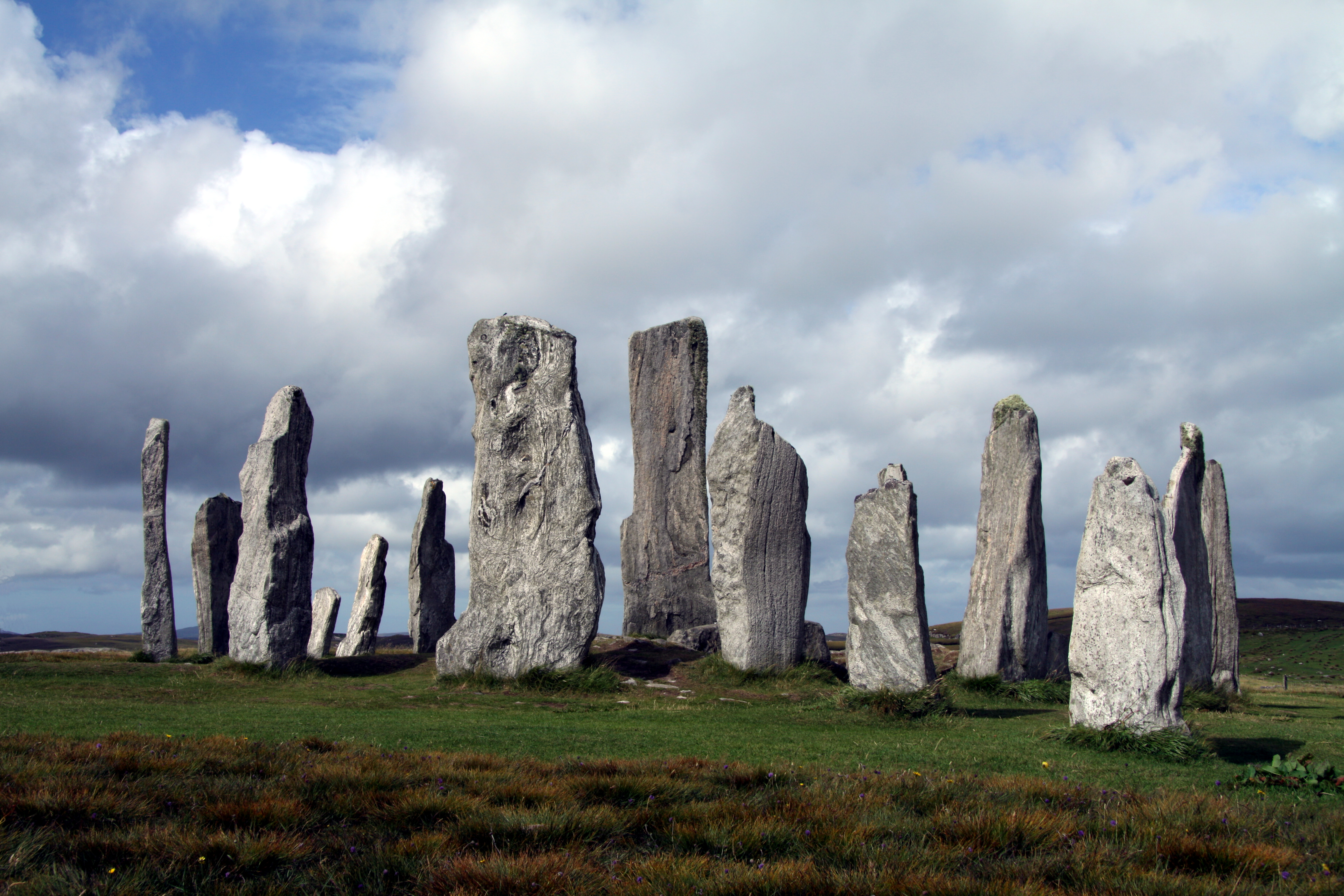
Callanish Stones
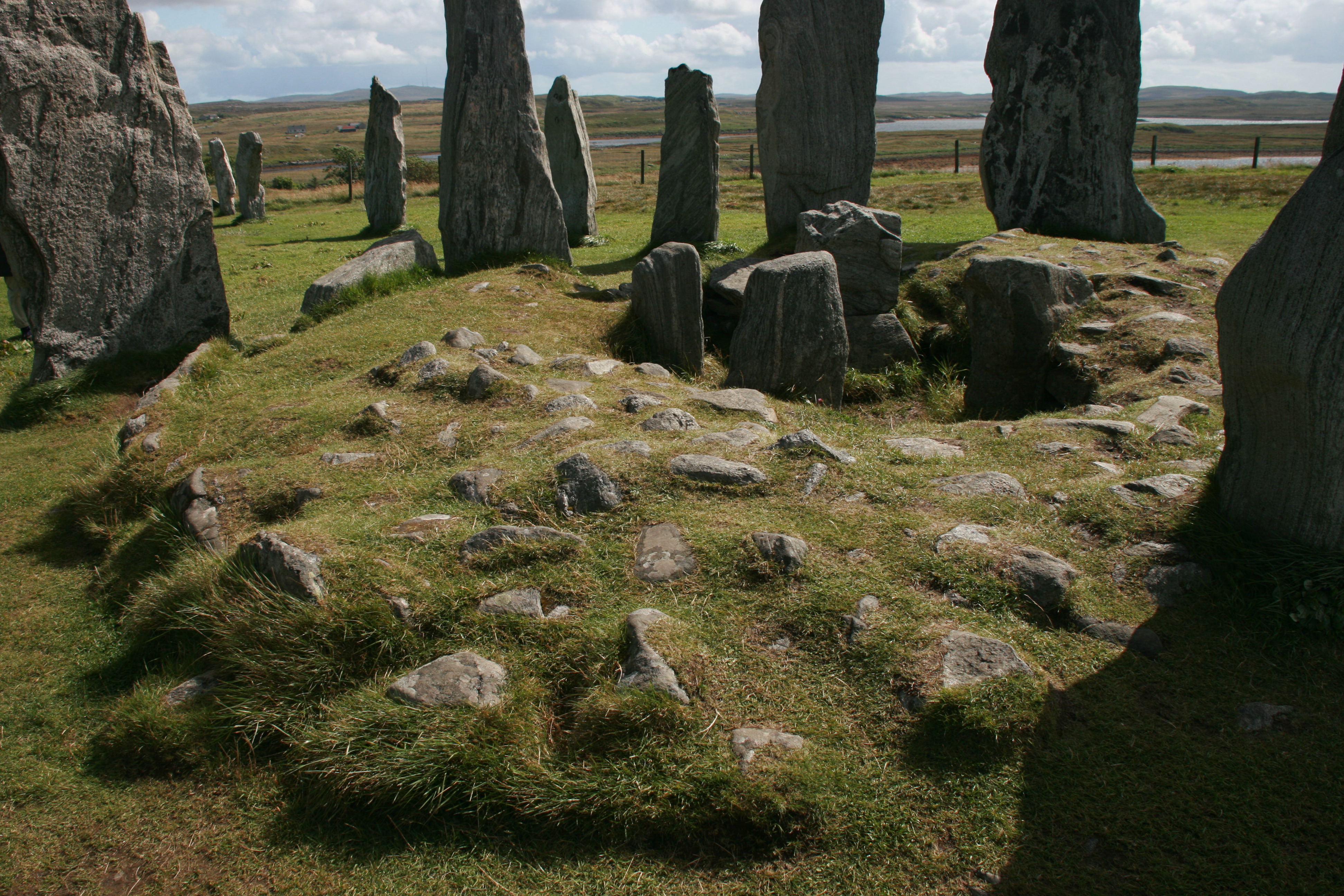
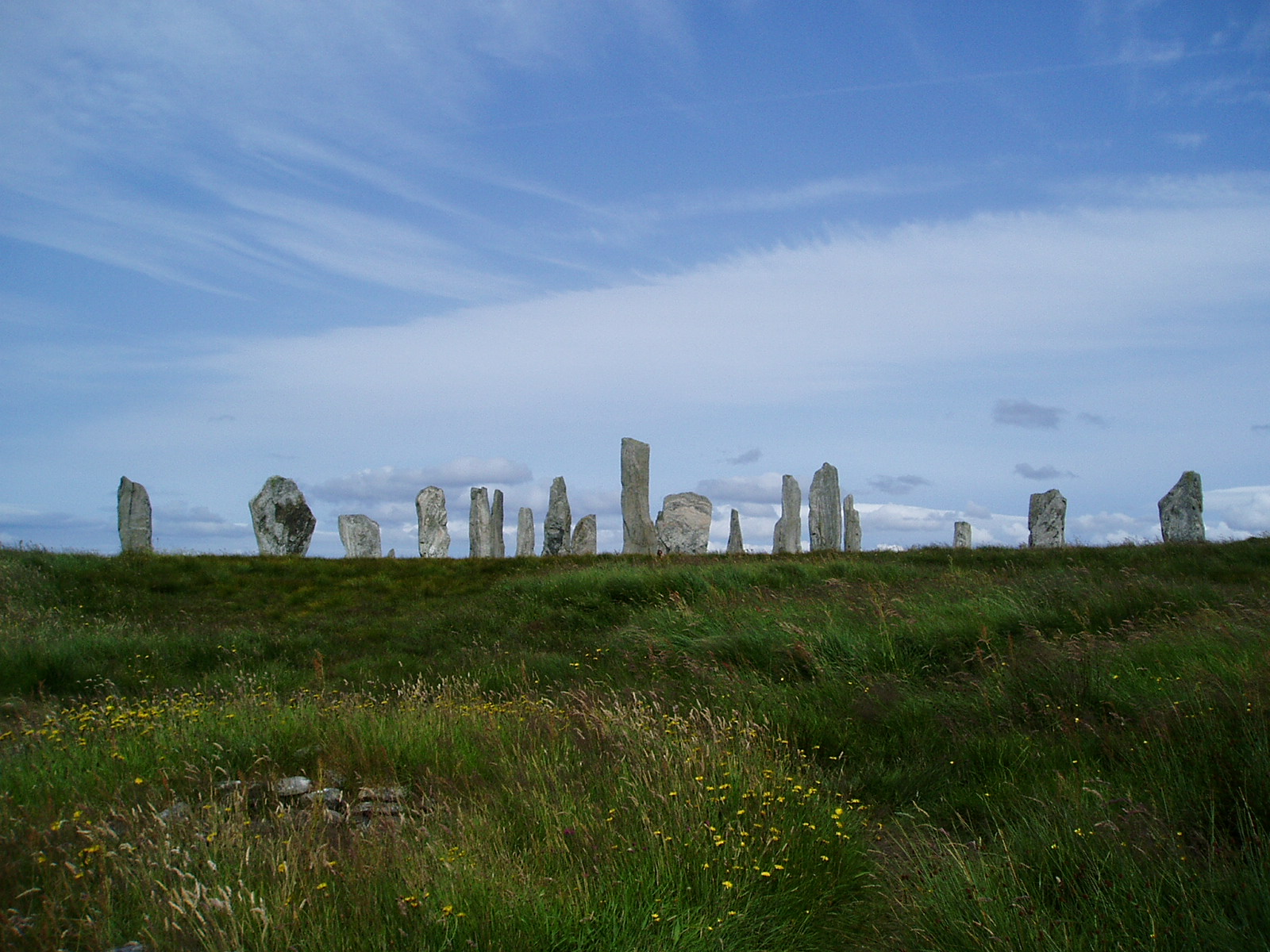
Una vista in lontananza del cerchio, filari di pietra e parte della Northern Avenue
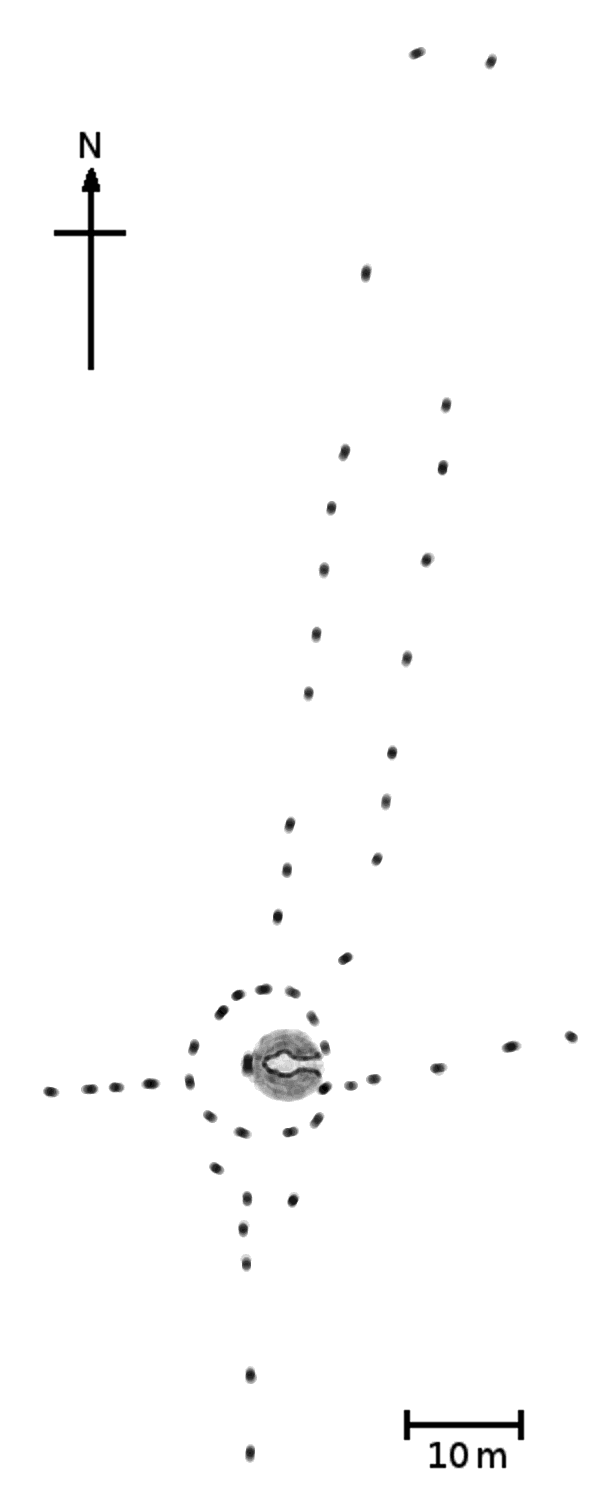
Mappa